# Championnat des Pays-Bas de rugby à XV 2022-2023
Navigation
Championnat 2021-2022 Championnat 2023-2024
Le Championnat des Pays-Bas de rugby à XV 2022-2023 appelé Ereklasse 2022-2023, oppose les douze meilleures équipes néerlandaises de rugby à XV. Il débute le 1er octobre 2022, et se termine par une finale le 13 mai 2023. 

## Contexte
Bien que maintenu sur le terrain en première division, le RC The Bassets décide de descendre en deuxième division. Il est remplacé par le Rotterdamse RC, perdant du barrage de promotion-relégation. L'ASRV Ascrum déclare forfait après quelques journées.

## Les clubs de l'édition 2022-2023
Les douze équipes qui participent à l'Ereklasse sont :		
| Leyde Den Haag 't Gooi Hilversum Castricum Haarlem The Dukes Eemland Oisterwijk Ascrum Hoek van Holland Rotterdam |

| Équipe             | Stade                     | Ville            |
| ------------------ | ------------------------- | ---------------- |
| RFC Haarlem        | Van der Aart Sportpark    | Haarlem          |
| ASRV Ascrum        | De Eendracht              | Amsterdam        |
| Castricumse RC     | Sportpark Wouterland      | Castricum        |
| Rotterdam RC       | Sportcomplex Duivensteijn | Rotterdam        |
| RC 't Gooi         | Sportpark Naarden         | Naarden          |
| Haagsche RC        | Bouwmeesterlaan           | La Haye          |
| RC Hilversum       | Sportpark Berestein       | Hilversum        |
| RC The Hookers     | De Rondgang               | Hoek van Holland |
| LRC DIOK           | Smaragdlaan               | Leyde            |
| RC The Dukes (nl)  | Pettelaer                 | Bois-le-Duc      |
| RC Eemland         | Sportpark De Bokkeduinen  | Amersfoort       |
| Oisterwijk Oysters | Sportpark De Wolfsputten  | Oisterwijk       |

## Format
Une première phase est organisée, où les douze équipes engagées se rencontrent à une reprise. Les six premiers se qualifient pour la poule des Champions, tandis que les six suivant disputent un tour pour éviter la relégation, appelé Trophy.
Les quatre premiers de la poule des Champions se disputent une phase finale pour le titre. Le dernier de la poule Trophy est relégué en deuxième division, et le 5e dispute un barrage contre le deuxième de la deuxième division.

## Première phase

### Classement
| Rang | Club                | J  | V | N | D | Pm  | Pe  | Diff | Pts |
| ---- | ------------------- | -- | - | - | - | --- | --- | ---- | --- |
| 1    | RC 't Gooi          | 10 | 9 | 0 | 1 | 307 | 147 | +160 | 43  |
| 2    | Haagsche RC         | 10 | 8 | 0 | 2 | 361 | 125 | +236 | 41  |
| 3    | RC Eemland          | 10 | 9 | 0 | 1 | 289 | 118 | +171 | 40  |
| 4    | RFC Haarlem         | 10 | 6 | 0 | 4 | 264 | 174 | +90  | 30  |
| 5    | RC The Dukes        | 10 | 6 | 0 | 4 | 205 | 203 | +2   | 27  |
| 6    | Castricumse RC      | 10 | 5 | 0 | 5 | 244 | 242 | +2   | 25  |
| 7    | Rotterdamse RC (P)  | 10 | 4 | 0 | 6 | 153 | 223 | -70  | 19  |
| 8    | RC Hilversum        | 10 | 3 | 0 | 7 | 165 | 328 | -163 | 13  |
| 9    | Oisterwijk Oysters  | 10 | 2 | 0 | 8 | 167 | 326 | -159 | 10  |
| 10   | RC Hoek van Holland | 10 | 2 | 0 | 8 | 170 | 284 | -114 | 10  |
| 11   | LRC DIOK (T)        | 10 | 1 | 0 | 9 | 139 | 294 | -155 | 6   |
| 12   | ASRV Ascrum         | 0  | 0 | 0 | 0 | 0   | 0   | 0    | 0   |

|  | Qualifiés pour la poule finale (no 1, no 2, no 3, no 4, no 5, no 6). |
|  | Forfait (no 12).                                                     |

Attribution des points' : victoire sur tapis vert : 5, victoire : 4, match nul : 2, défaite : 0, forfait : -5 ; plus les bonus (offensif : 4 essais marqués ; défensif : défaite par 7 points d'écart ou moins).		
Règle de classement : ?		

## Deuxième phase

### Poule des Champions

#### Classement
| Rang | Club           | J  | V | N | D | Pm  | Pe  | Diff | Pts |
| ---- | -------------- | -- | - | - | - | --- | --- | ---- | --- |
| 1    | RC Eemland     | 10 | 9 | 0 | 1 | 290 | 195 | +95  | 58  |
| 2    | Haagsche RC    | 10 | 7 | 0 | 3 | 378 | 149 | +229 | 55  |
| 3    | RC 't Gooi     | 10 | 5 | 0 | 5 | 264 | 199 | +65  | 48  |
| 4    | RFC Haarlem    | 10 | 6 | 0 | 4 | 210 | 266 | -56  | 42  |
| 5    | Castricumse RC | 10 | 2 | 0 | 8 | 189 | 352 | -163 | 23  |
| 6    | RC The Dukes   | 10 | 1 | 0 | 9 | 197 | 367 | -170 | 21  |

|  | Qualifiés pour la phase finale (no 1, no 2, no 3, no 4). |

Attribution des points' : victoire sur tapis vert : 5, victoire : 4, match nul : 2, défaite : 0, forfait : -5 ; plus les bonus (offensif : 4 essais marqués ; défensif : défaite par 7 points d'écart ou moins).		
Règle de classement : ?		

### Poule Trophy

#### Classement
| Rang | Club                | J | V | N | D | Pm  | Pe  | Diff | Pts |
| ---- | ------------------- | - | - | - | - | --- | --- | ---- | --- |
| 1    | Rotterdamse RC (P)  | 8 | 5 | 0 | 3 | 284 | 214 | +70  | 34  |
| 2    | LRC DIOK (T)        | 8 | 6 | 0 | 2 | 227 | 176 | +51  | 30  |
| 3    | RC Hoek van Holland | 8 | 5 | 0 | 3 | 229 | 163 | +66  | 29  |
| 4    | Oisterwijk Oysters  | 8 | 4 | 0 | 4 | 194 | 216 | -22  | 24  |
| 5    | RC Hilversum        | 8 | 0 | 0 | 8 | 125 | 290 | -165 | 10  |
| 6    | ASRV Ascrum         | 0 | 0 | 0 | 0 | 0   | 0   | 0    | 0   |

Attribution des points' : victoire sur tapis vert : 5, victoire : 4, match nul : 2, défaite : 0, forfait : -5 ; plus les bonus (offensif : 4 essais marqués ; défensif : défaite par 7 points d'écart ou moins).		
Règle de classement : ?		
|  | Qualifiés pour la poule finale (no 1, no 2). |
|  | Barragiste (no 5).                           |
|  | Forfait et relégué (no 6).                   |

## Phases finales

### Matchs pour le titre
|  | Demi-finales | Demi-finales |            |    | Finale | Finale |
|  | Demi-finales | Demi-finales |            |    | Finale | Finale |
|  |              |              |            |    |        |        |
|  |              |              |            |    |        |        |
|  |              |              |            |    |        |        |
|  | RC Eemland   | 31           |            |    |        |        |
|  | RC Eemland   | 31           |            |    |        |        |
|  | RFC Haarlem  | 25           |            |    |        |        |
|  | RFC Haarlem  | 25           | RC Eemland | 31 |        |        |
|  |              |              | RC Eemland | 31 |        |        |
|  |              | Haagsche RC  | 15         |    |        |        |
|  | Haagsche RC  | Haagsche RC  | 15         | 31 |        |        |
|  | Haagsche RC  |              |            | 31 |        |        |
|  | RC 't Gooi   | 24           |            |    |        |        |
|  | RC 't Gooi   | 24           |            |    |        |        |

### Finale Trophy
| 13 mai 2023 16 h 00 CET | Rotterdamse RC | 35 - 41 | LRC DIOK | Rotterdam |
| 13 mai 2023 16 h 00 CET | Rapport        |         |          | Rotterdam |
| 13 mai 2023 16 h 00 CET |                |         |          | Rotterdam |

### Barrage de promotion
| 20 mai 2023 16 h 00 CET | RC Hilversum | 35 - 0 | Utrecht SRS | Hilversum |
| 20 mai 2023 16 h 00 CET | Rapport      |        |             | Hilversum |
| 20 mai 2023 16 h 00 CET |              |        |             | Hilversum |